# 平田泰章
平田 泰章（ひらた やすあき）は日本の実業家。神戸製鋼所（神鋼）元副社長。担当部長として神鋼ラグビー部を率いて、ラグビー日本一7連覇を達成した。

## 来歴・人物
大阪府生まれ。大阪府立清水谷高等学校卒業。京都大学経済学部卒業、1962年（昭和37年）神戸製鋼所に入社。1986年神戸製鋼ヨーロッパ社長に就任。1991年（平成3年）神戸製鋼所の取締役、1996年常務（機械エンジニアリング事業本部都市環境本部長）、1998年専務取締役（都市環境事業部長）を経て、2001年（平成13年）6月、副社長（都市環境・エンジニアリングカンパニー執行社長）に就任した。

## 環境事業の再編を先駆け
2002年（平成14年）神鋼グループのエンジニアリング関連の「神鋼パンテツク」社の代表取締役社長に就任。グラスライニング機器生産で世界トップ技術の同社を、神鋼の都市・環境事業部門と統合。翌2003年10月に誕生させた「神鋼環境ソリューション」社でも初代の社長の就任。業界に先駆けた環境事業の再編戦略の一環として、ごみ処理・水処理プラント装置の製造・販売に加え、特に外国向けの海水淡水化や土壌浄化事業も推進。その売上目標を「5年後に連結売上高1000億円、経常利益80億円」と大きく掲げた。
この目標を「神鋼の事情による統合」と批評した業界だったが、その2年後、鉄鋼や重工、造船など大手14社が全て環境事業の再編に乗り出した。

## 神鋼ラグビー部7連覇の生みの親
平田は神戸製鋼所ラグビー部の担当部長だった1988年（昭和63年）シーズン、ラグビー部の主将平尾誠二、副将大八木淳史・藤崎泰士らを盛り立て、創部60年目の記念の年に、悲願の日本一を達成した。
初の全国制覇を果たす前の神鋼ラグビー部は、新日本製鉄釜石ラグビー部より長い歴史を持つ名門クラブながら、「関西の中堅チームという立場に甘んじる時代が長く続い」ていた。加えて、1985年のプラザ合意による円高不況の影響を神鋼が受けていた頃で、ラグビー部の初優勝が社員の心に明るい光をもたらし、「ラグビー部が神鋼の共通文化となり、業種・職種などの違いを通り越した存在になっていった」と、平田は述べている。